# Roselies
Roselies (en wallon Rojni , parfois Royée (référence nécessaire), en ancien wallon Rohiliez, 1217, puis Rohillees, 1294) est une section de la commune belge d'Aiseau-Presles située en Wallonie dans la province de Hainaut. Roselies est le siège de l'entité communale d'Aiseau-Presles.
C'était une commune à part entière avant la fusion des communes.

## Géographie

### Lieux-dits
Ban, Grand Pachi, Panama, Pauche, Petoi et Praile.

## Évolution démographique
- Sources : INS, Rem. : 1831 jusqu'en 1970 = recensements, 1976 = nombre d'habitants au 31 décembre.

## Histoire
L'ancien hameau de Presles appartenait à la Principauté de Liège et au Comté de Namur jusqu'à la Révolution Française et fut intégrée au Département de Jemappes.
Elle est détachée de la commune de Presles et est érigée en commune autonome par la loi du 16 avril 1878, Depuis sa vocation est résidentielle avec le développement du quartier de La Pairelle.
Du 21 au 23 août 1914, au tout début de la Première Guerre mondiale, a lieu le combat sanglant de Roselies, épisode de la bataille de Charleroi. Il est livré par une partie de la 5e division d’infanterie française (général Verrier), faisant partie du 3e corps d'armée d’une part et une partie du 10e corps d'armée allemand du général Otto von Emmich. 4060 soldats français, majoritairement du 74e régiment d'infanterie de Rouen, y laissent leur vie. Beaucoup d'entre eux ont été inhumés dans le cimetière militaire de la Belle-Motte à Aiseau-Presles.
Le souvenir du combat s’est perpétué dans l’entité de Roselies. Le 18 août 2007, a eu lieu une cérémonie en présence d’une délégation du 74e régiment d'infanterie. Une place à Roselies porte le nom de ce régiment, et une rue à Rouen s’appelle Rue de Roselies. Un monument aux Français a également été érigé à Roselies.

## Patrimoine et culture locale
Église Saint-Joseph, bâtie de 1872 à 1873 et restaurée au début du XXe siècle par l'architecte Simon en style néo-roman.

## Économie

### Charbonnages
Elle faisait partie de la concession obtenue par le Charbonnage d'Aiseau-Presles. Le premier puits, creusé en 1884, porta le nom de "Panama" du nom des parents des ouvriers qui participaient au creusement du Canal du Panama. Les activités minières cessèrent en 1959.